# Планування гірничого виробництва
Планува́ння гірни́чого виробни́цтва (рос. планирование горного производства, англ. planning of mining production; нім. Bergbaubetriebsplanung f) — система організаційно-господарських та економічних заходів, що спрямовані на регулювання масштабів видобутку корисних копалин та їх переробки.
Планування гірничих робіт — система, заснована на послідовному розв'язанні взаємозалежних задач основних рівнів керування розробкою родовища, до яких належать: проектування й поетапне планування, система планування гірничих робіт. Вона реалізується відповідними кожному рівню інстанціями: органами державного керування, проектними інститутами, промисловими об'єднаннями, самим підприємством. Розрізняють оперативне і перспективне планування.
Планування оперативне — частина потокового планування; визначення виробничих завдань для дільниць і бригад, машин і комплексів устаткування на періоди від місяця до зміни й складання відповідної документації.
Планування перспективне — види планування гірничих робіт, що охоплюють рік, квартал, місяць.